# Campionato caraibico di calcio 1983
Il Campionato caraibico di calcio 1983 (CFU Championship 1983) fu la quarta edizione del Campionato caraibico di calcio (successivamente chiamata Coppa dei Caraibi), competizione calcistica per nazione organizzata dalla CFU. La competizione si svolse in Guyana francese dal 23 luglio al 27 luglio 1983 e vide la partecipazione di quattro squadre: Antigua e Barbuda, Guyana francese, Martinica e Trinidad e Tobago.
La CFU organizzò questa competizione come CFU Championship dal 1978 al 1988; dal 1989 al 1990 sotto il nome di Caribbean Championship; dall'edizione del 1991 a quella del 1998 cambiò nome e divenne Shell Caribbean Cup; le edizioni del 1999 e del 2001 si chiamarono Caribbean Nations Cup; mentre dal 2005 al 2014 la competizione si chiamò Digicel Caribbean Cup; nell'edizione del 2017 il suo nome è stato Scotibank Caribbean Cup.

## Formula
- Qualificazioni

Guyana francese (come paese ospitante) e Trinidad e Tobago (come detentore del titolo) sono qualificati automaticamente alla fase finale. Rimangono 12 squadre, divise in tre turni di qualificazione. Giocano partite di andata e ritorno, le prime due classificate si qualificano alla fase finale.
- Fase finale

Girone unico di 4 squadre, giocano partite di sola andata. La vincente si laurea campione CFU.

## Squadre partecipanti
| Pr. | Squadra           | Data di qualificazione certa | Partecipante in quanto                                         | Partecipazioni precedenti al torneo | Ultima presenza        |
| --- | ----------------- | ---------------------------- | -------------------------------------------------------------- | ----------------------------------- | ---------------------- |
| 1   | Guyana francese   | -                            | Rappresentativa della nazione organizzatrice della fase finale | -                                   | Esordiente             |
| 2   | Trinidad e Tobago | 25 ottobre 1981              | Rappresentativa della nazione detentrice del titolo            | 3 (1978, 1979, 1981)                | Porto Rico 1981        |
| 3   | Martinica         | 5 giugno 1983                | Vincente del Terzo Turno della fase finale di qualificazione   | -                                   | Esordiente             |
| 4   | Antigua e Barbuda | 5 giugno 1983                | Vincente del Terzo Turno della fase finale di qualificazione   | 1 (1979)                            | Trinidad e Tobago 1978 |

Nella sezione "partecipazioni precedenti al torneo", le date in grassetto indicano che la nazione ha vinto quella edizione del torneo, mentre le date in corsivo indicano la nazione ospitante.

## Fase finale

### Girone unico
| Caienna 23 luglio 1983 | Martinica | 2 – 0 | Antigua e Barbuda |  |

| Caienna 23 luglio 1983 | Trinidad e Tobago | 1 – 0 | Guyana francese |  |

| Caienna 25 luglio 1983 | Martinica | 3 – 1 | Trinidad e Tobago |  |

| Caienna 25 luglio 1983 | Antigua e Barbuda | 0 – 1 | Guyana francese |  |

| Caienna 27 luglio 1983 | Guyana francese | 0 – 0 | Martinica |  |

| Caienna 27 luglio 1983 | Trinidad e Tobago | 2 – 1 | Antigua e Barbuda |  |

| Pos | Squadra           | P.ti | G | V | N | P | GF | GS | DR |
| --- | ----------------- | ---- | - | - | - | - | -- | -- | -- |
| 1   | Martinica         | 5    | 3 | 2 | 1 | 0 | 5  | 1  | +4 |
| 2   | Trinidad e Tobago | 4    | 3 | 2 | 0 | 1 | 4  | 4  | 0  |
| 3   | Guyana francese   | 3    | 3 | 1 | 1 | 1 | 1  | 1  | 0  |
| 4   | Antigua e Barbuda | 0    | 3 | 0 | 0 | 3 | 1  | 5  | -4 |